# Museu Casa Rull

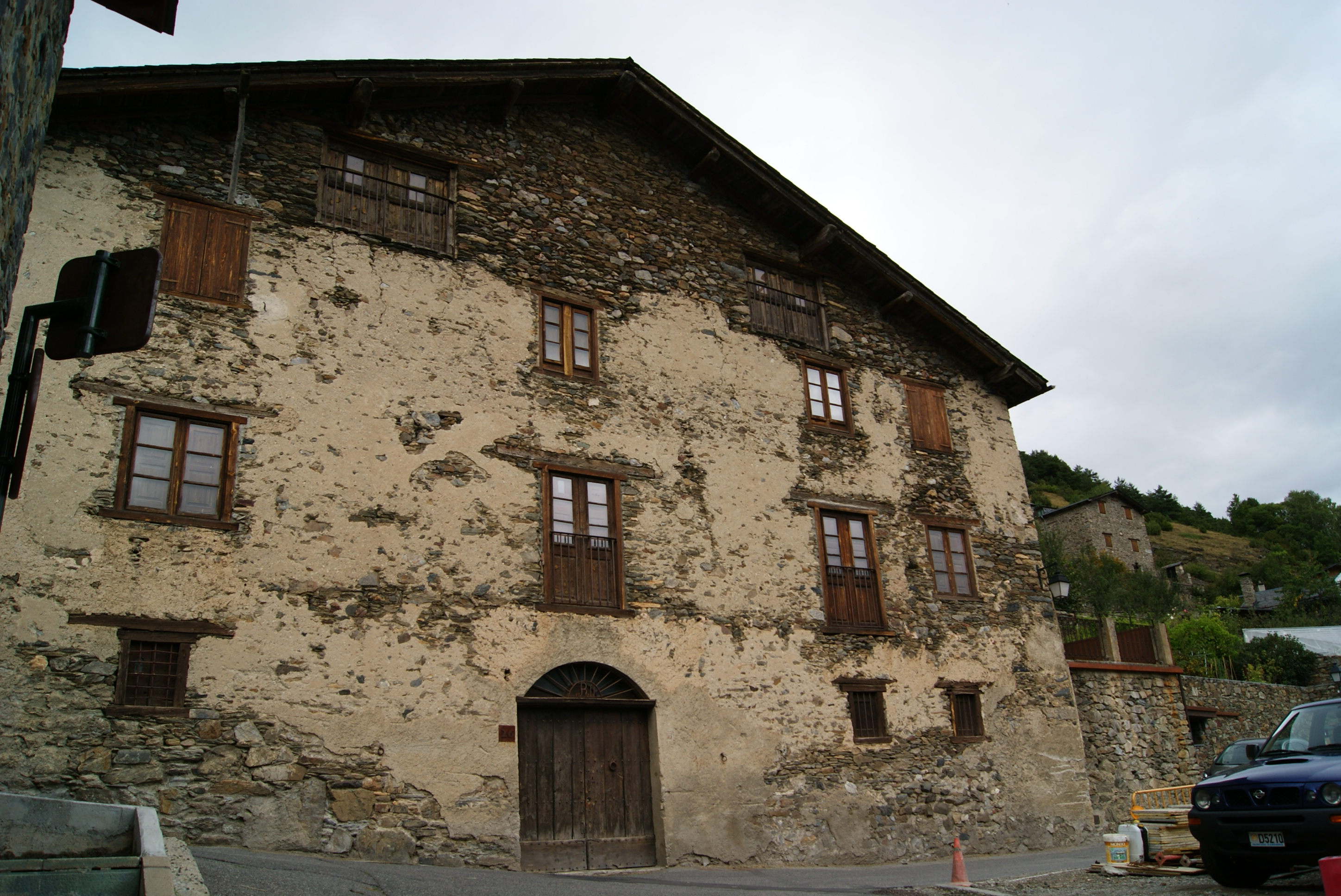
Casa Rull

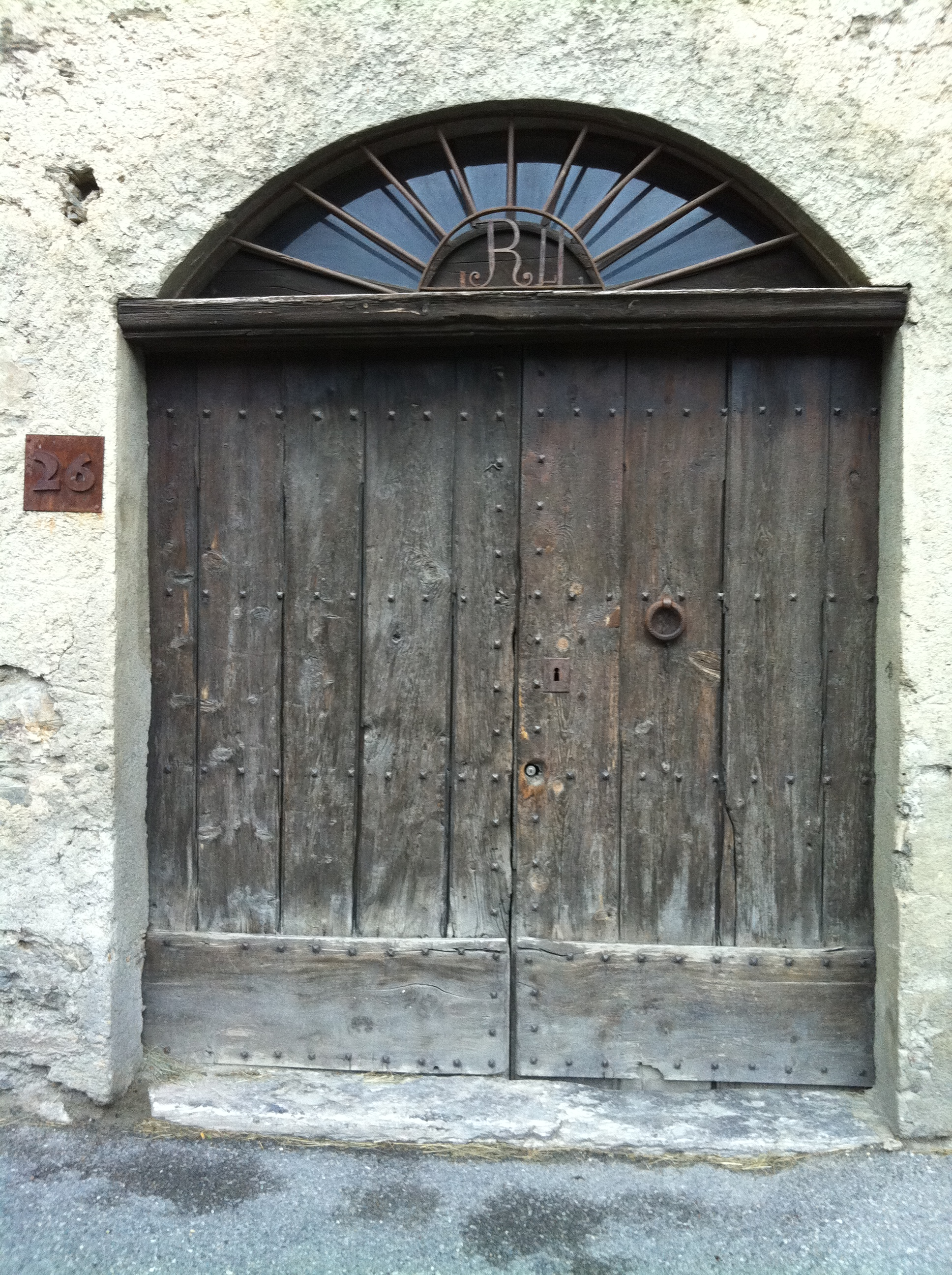
Haupteingang

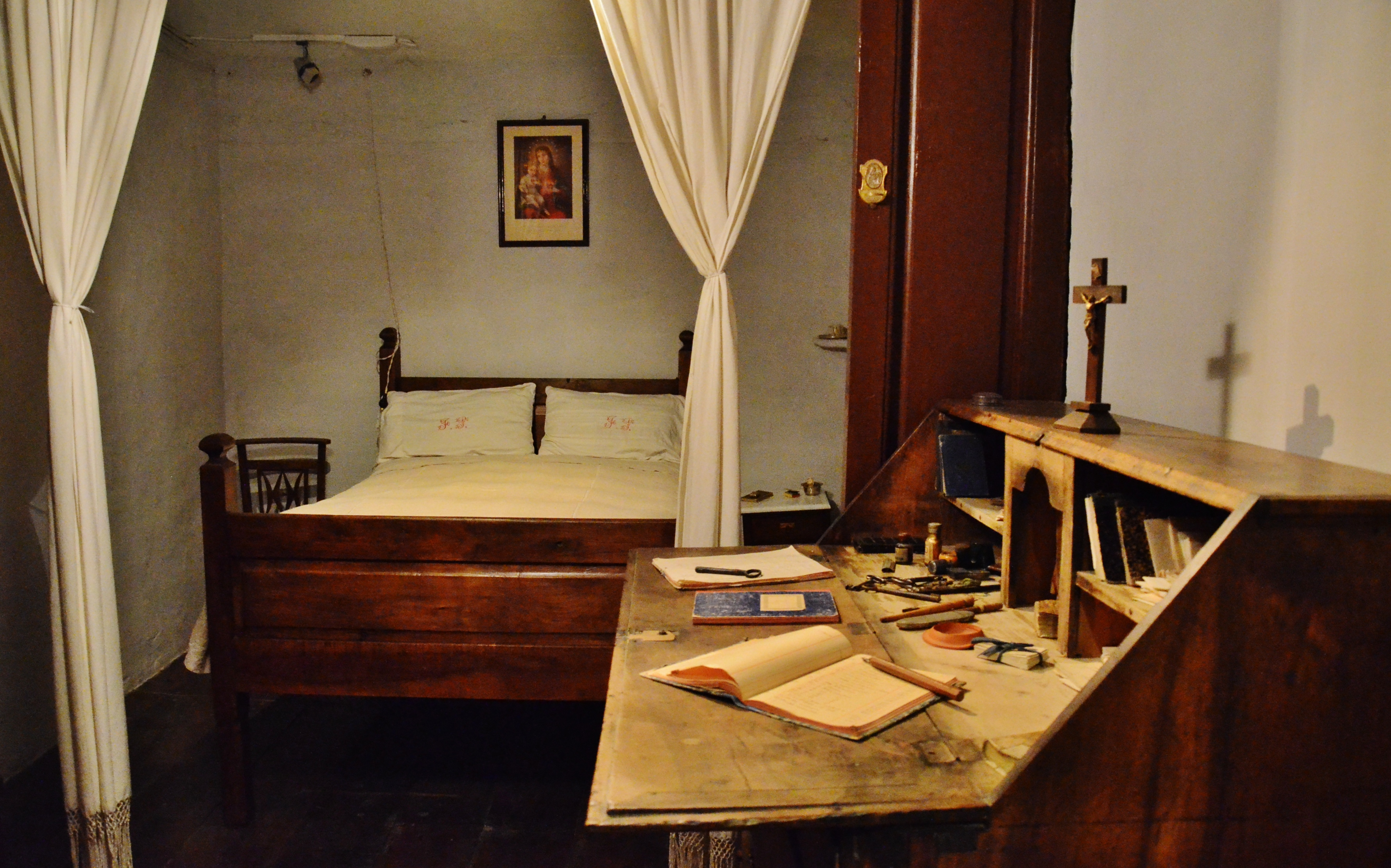

Museu Casa Rull ist ein Ethnologie-Museum im Fürstentum Andorra. Das Museum in La Massana zeigt die Einrichtungen, Lebensform, Arbeit in der Landwirtschaft und die Familienstruktur einer der reichsten andorranischen Familien im 18. bis zum frühen 20. Jahrhundert.

## Geschichte
Die Residenz Casa Rull de Sispony wurde von einer der einflussreichsten Familien im Dorf Sispony im Kirchspiel La Massana 1723 erbaut. Casa Rull war bis 1920 ständig bewohnt. Unterzog sich jedoch mehreren Renovierungen im Laufe der Geschichte. Im 19. Jahrhundert wurde das Haus durch einen Brand schwer beschädigt und danach wieder aufgebaut und mit restaurierter Einrichtung vom letzten Besitzer der Familie Perich im Jahre 2000 als Museum eröffnet. Kurz danach ging die Immobilie in das Eigentum der Regierung von Andorra über und wurde unter Denkmalschutz gestellt.

## Beschreibung
Die zum Teil später verputzte Hauptfassade aus geschichtetem Naturstein ist nach Süden ausgerichtet. Der Dachbodenteil ist unverputzt. Das mit Schiefer gedeckte Dach hat eine V-Form. Auf der ersten Etage befindet sich die Küche mit einem gemauerten Backofen, die Wohnräume und Schlafzimmer. Das Kellergeschoss beinhaltet einen Weinkeller und Vorratsräume für Fleisch und andere Lebensmittel. Im Nordosten befindet sich eine Gartenanlage, die vom Haus aus zugänglich ist. Über dem bogenförmigen Eingangsportal befinden sich zwei sogenannte französische Fenster, die als Balkontür ohne Balkon beschrieben werden, da es wie eine Tür mit einem unmittelbar vor der Öffnung befestigten Geländer konstruiert wurde. Sämtliche Sprossenfenster mit mundgeblasenen Fensterscheiben und die Holztüren wurde mit einem Überlager aus Holzbalken versehen.